# Нешкович, Михайло
Михайло Нешкович (серб. Михајло Нешковић; 9 февраля 2000, Шид, СРЮ) — сербский футболист, полузащитник клуба «Вождовац».

## Карьера
Родился в городе Шид. Футболом начал заниматься в местном клубе «Раднички». Позже перешёл в «Войводину».
21 октября 2016 года дебютировал в основном составе красно-белых в домашнем матче суперлиги против клуба «Вождовац». В июне 2017 года подписал свой первый профессиональный контракт с «Войводиной» на три года.
Сыграл 13 матчей за юношескую сборную Сербии.
13 сентября 2022 года стал игроком клуба «Вождовац».

## Достижения
«Войводина»
- Бронзовый призёр чемпионата Сербии (1): 2016/2017